# Banckert (Schiff, 1942)
Die Banckert war ein niederländischer Zerstörer, der ursprünglich unter dem Namen Quilliam als Flottillenführer der Q-Klasse der Royal Navy im Zweiten Weltkrieg eingesetzt wurde. Das Schiff erhielt die Battle Honours Sicily 1943, Salerno 1943, Mediterranean 1943, Sabang 1944 und Okinawa 1945.
Der vor Okinawa beschädigte Zerstörer wurde im Herbst 1945 an die Koninklijke Marine verkauft. Als Banckert wurde der Zerstörer bis 1951 in Niederländisch-Indien und -Neuguinea eingesetzt. 1957 wurde das inzwischen veraltete Schiff verschrottet.

## Geschichte des Schiffs
Der Quilliam wurde mit der „3rd Emergency Flotilla“ (Q- oder Quilliam-Klasse) mit zwei Schwesterschiffen bei R. & W. Hawthorn, Leslie & Co in Hebburn am Tyne bestellt. Der aktive Baubeginn der Zerstörer der Q- und R-Klasse verzögerte sich durch die Kriegsereignisse, da die britische Werften durch die Reparaturen und Umrüstungen der vorhandenen Schiffe nach den Ereignissen in Norwegen und Nordfrankreich stark ausgelastet waren. Die Kiellegung des Neubaus mit der Baunummer 533, der Flottillenführer der neuen Klasse werden sollte, erfolgte am 16. August 1940. Der Stapellauf des nach Captain John Quilliam (1771–1829) benannten Schiffs fand am 29. November 1941 statt. Der Namensgeber war 1805 Erster Leutnant auf dem Flaggschiff Victory in der Schlacht bei Trafalgar gewesen. Der Flottillenführer unterschied sich kaum von den normalen Zerstörern der Flottille. Er verfügte über eine identische Bewaffnung. Lediglich das hintere Deckshaus war etwas größer. Als drittes Schiff der Klasse vom Stapel gelaufen, kam die erste Quilliam der Royal Navy am 22. Oktober 1942 als fünftes Schiff der Q-Klasse in Dienst und ging zur Ausbildung nach Scapa Flow.

### Einsätze
Die in Dienst gestellte Quilliam wurde der Home Fleet zugeteilt und kam bei der „12th Destroyer Flotilla“ in den North Western Approaches zum Einsatz. Ab Mitte Dezember 1942 begleitete das Truppengeleit WS 25 im Atlantik bis Gibraltar, Freetown, Kapstadt und Durban. Die Sicherungsgruppe bestand zusätzlich den Hilfskreuzern Carnarvon Castle (20122 BRT, 1926; bis zum Jahresende und Freetown am Geleit) und Cheshire (10552 BRT, 1927) sowie dem Geleitzerstörer Rockwood. Zusätzlich kamen bei der Passage britischer Stützpunkte lokale Einheiten hinzu. Die Quilliam verblieb vorerst zur Sicherung weiterer Geleite vor Südafrika, während die Rockwood über das Rote Meer ins Mittelmeer verlegte. Der Zerstörer begleitete so die Truppengeleite WS 27 und WS 28 zum Teil schon im Atlantik bis zum Indischen Ozean und arbeitete dabei mit verschiedenen Einheiten der Royal Navy zusammen, darunter mit Racehorse und Rotherham der fast identischen R-Klasse. Ab Mitte April 1943 kehrte der Zerstörer von Durban über Freetown wieder zur Home Fleet zurück, um bei der geplanten alliierten Landung auf Sizilien (Operation Husky) eingesetzt zu werden. Von der 4th Destroyer Flotilla kamen dort auch Queenborough und Quail zum Einsatz.
Bei den Einsätzen in der Adria wurden nicht nur deutsche Stellungen an der italienischen Küste beschossen, sondern auch mehrfach feindliche Stellungen in Dalmatien oder Albanien angegriffen. Die Quilliam hatte am 15. November 1943 Glück, als sie mit der Quail ihren Stützpunkt Bari anlief. Die Quail erlitt einen schweren Minentreffer, der sie völlig außer Gefecht setzte, während die Quilliam unbeschädigt den Hafen erreichte. In der Adria operierte die Quilliam auch erfolgreich mit der Raider zusammen.

### Weitere Einsätze 1944/45
Im Rahmen der umfangreichen Verstärkungen der British Eastern Fleet 1944 wurde die „4th Destroyer Flotilla“ mit den sechs Zerstörern Quilliam, Quadrant, Quality, Queenborough, Quiberon und Quickmatch der Q-Klasse in den Indischen Ozean verlegt. Von ihr waren allerdings die australischen Quiberon und Quickmatch schon seit Ende Februar 1943 meist dort als Geleitfahrzeuge und die britischen Quadrant und Quality seit September 1943 im Einsatz. Während ihrer Einsatzzeit bei der Eastern Fleet nahm die Quilliam im Frühjahr an drei Trägeroperationen teil, bei denen sie die Illustrious und den amerikanischen Träger Saratoga sicherte (OperationenDiplomat, Cockpit und Transom).
Am 19. Juni 1944 lief die Eastern Fleet mit dem Schlachtkreuzer Renown, dem französischen Schlachtschiff Richelieu, dem Träger Illustrious sowie den Kreuzern Nigeria, Kenya und Ceylon in den Indischen Ozean, um am 21. den japanischen Stützpunkt in Port Blair auf den Andamanen mit Trägerflugzeugen anzugreifen (Operation Pedal). Den Sicherungsschirm des Verbandes bildeten die Zerstörer Quilliam, Quality und Rotherham der „4th Destroyer Flotilla“ sowie Racehorse, Relentless, Roebuck und Raider der „11th Destroyer Flotilla“.

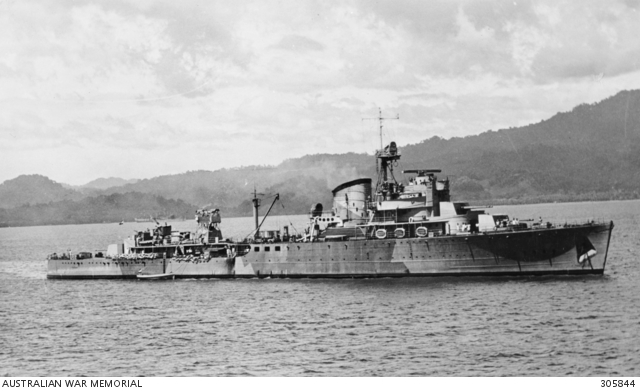
Die niederländische Tromp 1942

Im Zuge der Operation Crimson im Juli 1944 griffen am 25. zuerst Corsair-Jagdbomber der Träger Illustrious und Victorious die Flugplätze um Sabang an. Danach beschossen vier Schlachtschiffe, sieben Kreuzer und sieben Zerstörer der R-Klasse Sabang und zuletzt drangen noch der niederländische Kreuzer Tromp mit den Zerstörern Quilliam, Quality und der australischen Quickmatch in den Hafen ein. Die Gruppe verschoss acht Torpedos sowie 208 × 15-cm-, 717 × 12-cm- und 668 × 10,2-cm-Granaten auf Schiffe und Hafenanlagen. Durch japanische Küstenbatterien erhielten Tromp vier, Quilliam und Quality je einen Treffer. Die alliierten Angreifer konnten sich zurückziehen.
Letzte größere Aktion der Quilliam bei der Eastern Fleet war die Operation Millet gegen die Nikobaren, wo sie an der nächtlichen Beschießung von Car Nicobar am 18. Oktober 1944 durch Renown, Suffolk, Raider und Queenborough beteiligt war.
Am 22. November 1944 wurde die British Eastern Fleet in zwei Flotten geteilt. Der kleinere blieb als East Indies Fleet im Indischen Ozean, während der größere Teil als British Pacific Fleet (BPF) in den Pazifik verlegen sollte. Die Quilliam und die „4th Destroyer Flotilla“ wurden der BPF zugeteilt und verlegten im Dezember 1944 nach Australien. Im Januar 1945 wurde die Quilliam in Australien für den Einsatz mit der amerikanischen Flotte in Australien ausgerüstet. Ihre Kennung wechselte in Angleichung an das amerikanische System von G09 zu D22.

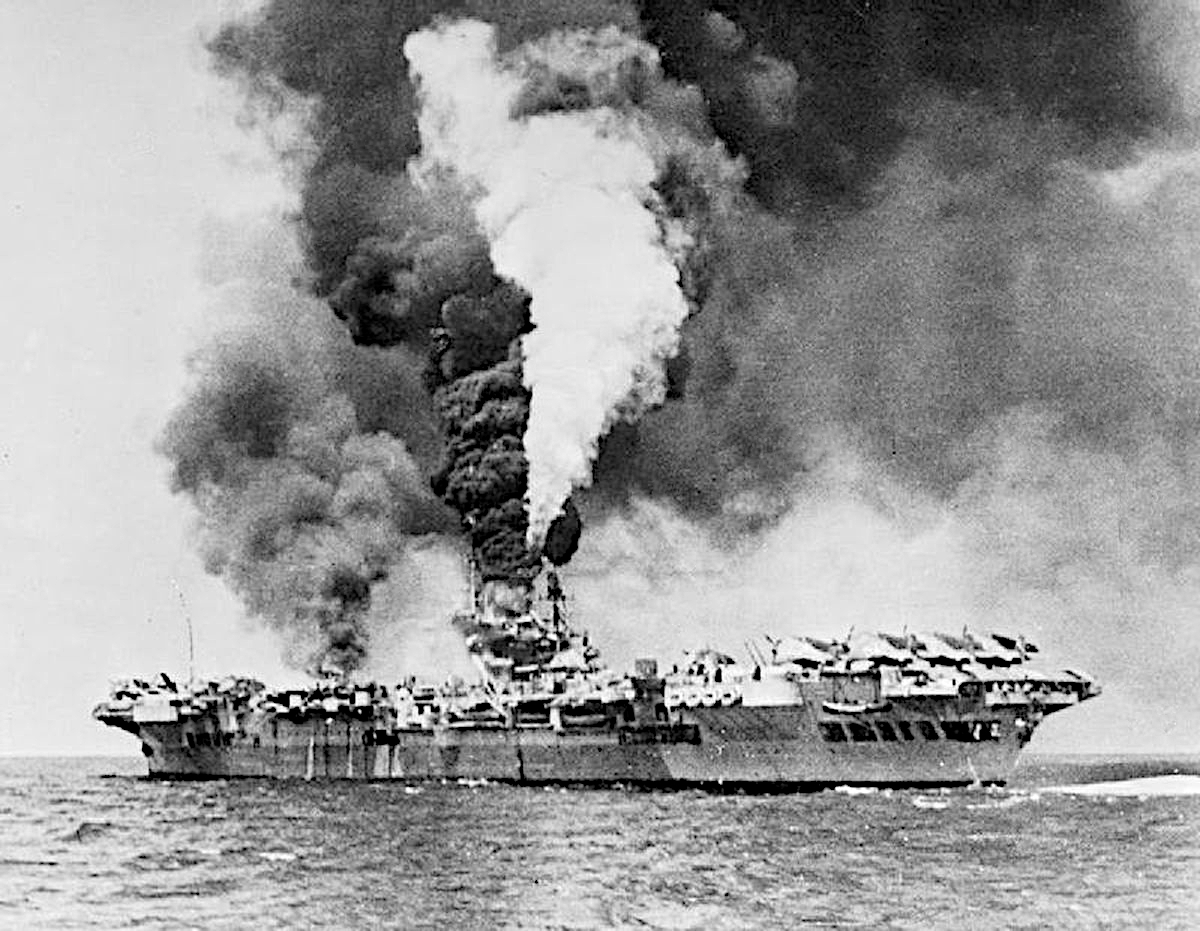
Die Formidable beim Kamikaze-Treffer am 4. Mai

In der Schlacht um Okinawa kam die BPF als „Task Force 57“ unter amerikanischem Oberkommando erstmals zum Einsatz. Die Quilliam nahm wohl erst ab dem 1. Mai 1945 an der zweiten Einsatzperiode der BPF vor Okinawa zusammen mit Quickmatch, Quiberon, Queenborough und Quality der „4th Destroyer Flotilla“ teil. In dieser Einsatzperiode erhielt die Formidable zwei Kamikaze-Treffer und wurde vor den letzten Angriffen zur Basis entlassen, die Indomitable erlitt leichte Schäden, später erhielt auch die Victorious  noch einen Kamikaze-Treffer.
Am 20. Mai lief die Quilliam bei Nebel durch Unaufmerksamkeit auf die Indomitable auf und drückte sich den Bug bis zum ersten Geschütz ein. Der Zerstörer Norman der Versorgungsgruppe schleppte die Quilliam über das Heck aus dem Einsatzbereich der Task Force und der Kreuzer Black Prince sicherte die Rettungsaktion und übernahm zeitweise die Schlepptrosse. Dem Schleppzug gab der Geleitträger Ruler Luftsicherung. Teilweise unterstützten Schlepper die Sicherung des schwer beschädigten Zerstörers, der am 22. den sicheren Versorgungsbereich der BPF und am 28. schließlich Leyte erreichte. Auf der dortigen amerikanischen Basis erfolgte eine Notreparatur, um eine Überführung nach Australien möglich zu machen. Am 9. Juli begann die Rückführung der behelfsmäßig reparierten Quilliam nach Sydney und dann im August noch vor dem Kriegsende über den Panamakanal und Bermuda nach Chatham. Das in der Heimat im September 1945 eingetroffene Schiff sollte ab Oktober auf dem Chatham Dockyard reparierte werden. Es wurde dann jedoch beschädigt an die Koninklijke Marine verkauft.

## Abgabe an die niederländische Marine
Die Quilliam war einer der sechs Zerstörer der Q-Klasse, die den Zweiten Weltkrieg überlebten. Die Royal Australian Navy hatte zwei der Schiffe schon bei Fertigstellung auf Leihbasis übernommen und übernahm 1945 auch die drei anderen Zerstörer dieser Klasse, die sich bei Kriegsende auf dem Pazifischen Kriegsschauplatz befanden. Die Quilliam war das einzige Schiff der Klasse, das sich wieder in Europa befand. Das beschädigte Schiff wurde am 21. November 1945 an die niederländische Marine verkauft und in Banckert umbenannt und erhielt schließlich die Kennung D801. Den Namen Banckert hatte zuletzt ein Zerstörer der 2. Gruppe der Admiralen-Klasse von 1929 bis 1942 geführt. Namensgeber der beiden Zerstörer war der 1684 gestorbene niederländische Admiral Adriaen van Treppen Banckert. Die Reparatur der ehemaligen Quilliam wurde nach niederländischen Regeln in den Niederlanden durchgeführt. Dabei wurde die Bugpartie total erneuert, bevor der Zerstörer ab dem 22. Juni 1946 nach Niederländisch-Indien verlegt wurde.
Die Banckert wurde im Indonesischen Unabhängigkeitskrieg gegen die Revolutionskraefte eingesetzt. Sie stellte Schiffe, die die Revolutionäre mit Waffen versorgen wollten und beschoss deren Stellungen z. B. bei Sibolga an der Westküste Sumatras im Mai 1947. Auch wirkte sie bei der erneuten niederländischen Besetzung von Tegal auf Java am 26. Juli mit. Vom 18. August bis zum 20. September 1948 marschierte der Zerstörer zurück nach Den Helder, um in den Niederlanden überholt zu werden. Nach Abschluss der Arbeiten verlegte Banckert im Herbst 1949 nochmals nach Surabaya, wo sie am 25. Dezember 1949 eintraf und, nach der niederländischen Anerkennung der Selbständigkeit Indonesiens am 27. Dezember 1949, noch bis zum 9. Dezember 1950 stationiert blieb. Dann verlegte der Zerstörer nach Hollandia (heute Jayapura), dem Hauptort der den Niederlanden verbliebenen Kolonie Niederländisch-Neuguinea. Mit einer Rundreise im Kolonialgebiet wurde auf das Fortbestehen der niederländische Hoheit hingewiesen. Am 20. August 1951 verließ Banckert Südostasien und wurde bei ihrer Rückkehr dem Europäischen Schulgeschwader der Niederländischen Marine in Den Helder zugeteilt.

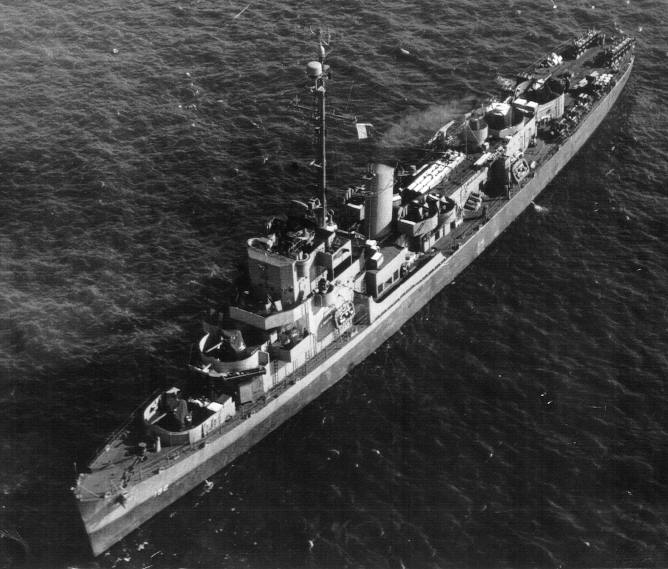
USS Eisner, die spätere Fregatte de Zeeuw

Der Zerstörer nahm 1952 an einer Ausbildungsfahrt des Geschwaders ins Mittelmeer teil und besuchte dabei Weymouth, Gibraltar, Valletta, Valencia, Algier, Casablanca, Lissabon und El Ferrol. Zu den Teilnehmern dieser Reise gehörten auch der Flugzeugträger Karel Doorman, die beiden Fregatten de Zeeuw und van Zijll der amerikanischen Cannon-Klasse und zwei Unterseeboote. Weitere Schulungseinsätze in 1952 führten die Banckert nach Greenock und Hull.

### Endschicksal des Zerstörers
Die Außerdienststellung der modernen Standards nicht mehr genügenden Banckert erfolgte am 19. Oktober 1956 und am 1. Februar 1957 wurde der Zerstörer an eine belgische Firma zum Abbruch verkauft.